# O.T.T.N
O.T.T.N（オー・ティー・ティー・エヌ）は、東京・日暮里の鉄道模型メーカー「モデルワム」が製造・販売するNゲージ製品ブランド。

## 概要
東武鉄道の電車、日本国有鉄道の客車、貨車など10数点を1990年代からキット及び完成品として発売した。エッチングの使用は最小限度に留め、ロストワックス製部品を多めに使うのが特徴であった。
卸商を通じて全国の模型店で販売されたが、近年は新製品が途絶えており入手できるのは店頭在庫のみとなっている。なおマヌ34の二種類はのちにタケモリモデルブランドで復刻再生産された。

## タキ14700とタキ18600
日本型Nゲージ製品としては初めての金属製タンク車で、1997年にそれぞれ1両分のキットが発売された。
真鍮エッチング板の台枠、プレス加工済みのタンク体、ロストワックス製ドームと台車、挽物の鏡板、所有社名デカールで構成されていた。

## 主な製品
- 東武3210系
- 東武クエ7001
- マイ38
- マヌ34（初期型・後期型）
- シキ610
- シキ600
- シキ90
- トキ21300
- タキ14700
- タキ18600
- TR73台車
- 東武鉄道7800系用台車
- 東武鉄道用看板台座（3種）